# Montbarrey
Montbarrey is een gemeente in het Franse departement Jura (regio Bourgogne-Franche-Comté) en telt 319 inwoners (2005). De plaats maakt deel uit van het arrondissement Dole. Ten zuiden van Montbarrey stroomt de Loue.

## Geografie
De oppervlakte van Montbarrey bedraagt 9,8 km², de bevolkingsdichtheid is 32,6 inwoners per km².

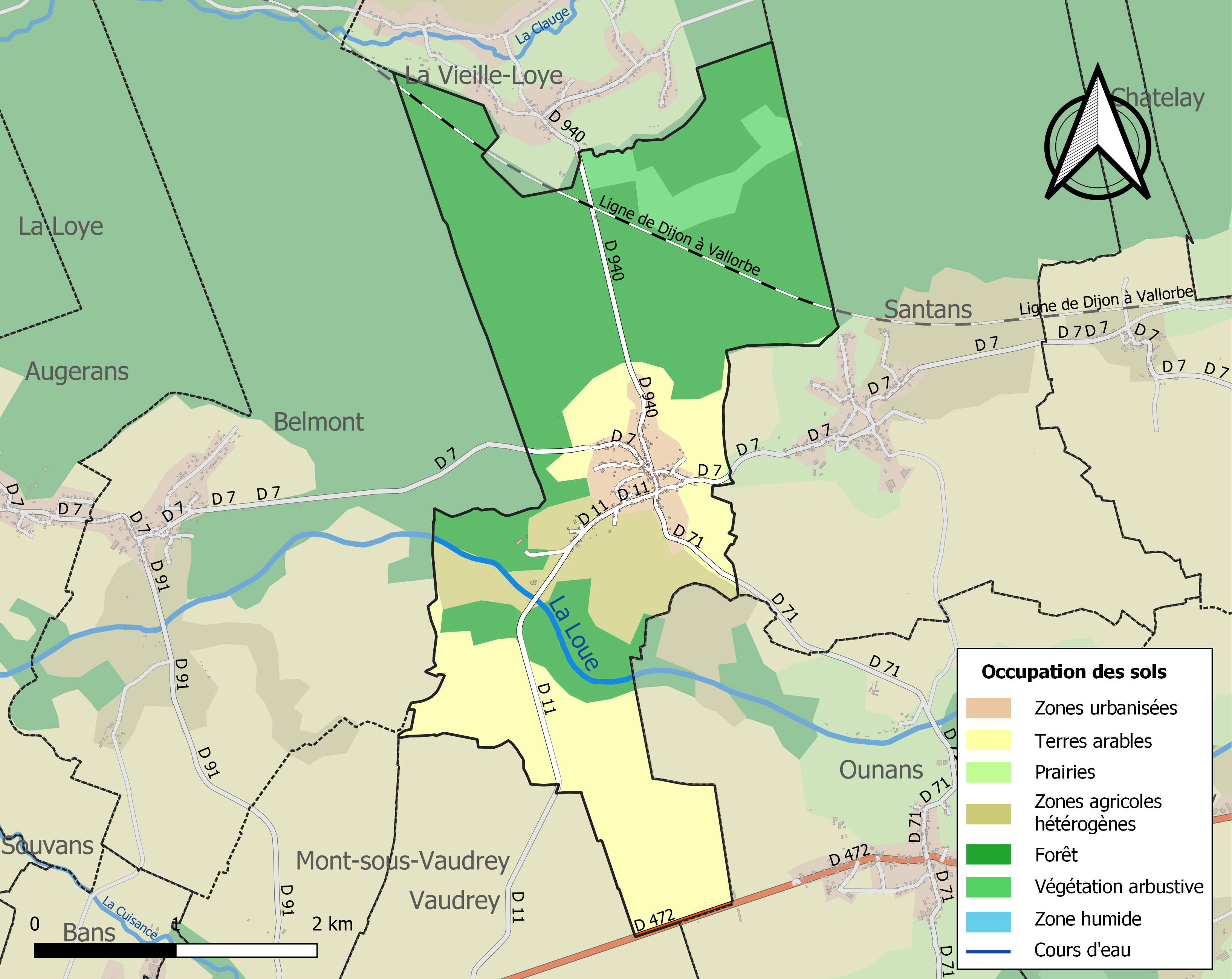
Kaart van de gemeente met de belangrijkste infrastructuur, bodemgebruik en omliggende gemeenten

## Verkeer en vervoer
In de gemeente ligt de spoorweghalte Montbarrey.

## Demografie
Onderstaande figuur toont het verloop van het inwonertal (bron: INSEE-tellingen).